# Лопатинский сельсовет (Воскресенский район)
Лопатинский сельсовет — упразднённая административно-территориальная единица, существовавшая на территории Московской губернии и Московской области до 1963 года.
Лопатинский сельсовет был образован в первые годы советской власти. По данным 1918 года он входил в состав Колыберовской волости Коломенского уезда Московской губернии.
В 1922 году к Лопатинскому с/с был присоединён Тройнинский с/с.
По данным 1926 года в состав сельсовета входили деревни Лопатино и Тройнино, посёлок фабрики имени 9 января и лесная сторожка.
В 1929 году Лопатинский с/с был отнесён к Воскресенскому району Коломенского округа Московской области.
7 января 1934 года к Лопатинскому с/с было присоединено селение Федотово упразднённого Федотовского с/с.
14 июня 1954 года к Лопатинскому с/с был присоединён Воскресенский с/с.
22 июня 1954 года из Лопатинского с/с в Ёлкинский были переданы селения Вострянское, Перхурово и Шильково, но 27 августа 1958 года они были возвращены обратно в Лопатинский с/с.
1 февраля 1963 года Воскресенский район был упразднён и Лопатинский с/с вошёл в Люберецкий сельский район.
16 апреля 1963 года Лопатинский с/с был упразднён. При этом его территория распределилась так:
- населённый пункт Лопатинский рудник был преобразован в рабочий посёлок Лопатинский и передан в административное подчинение городу Воскресенску
- в административное подчинение рабочему посёлку Лопатинский переданы посёлок железнодорожной станции Лопатино и посёлок Мособход
- в черту города Воскресенска включены селения Лопатино и Федотово, а также территория Воскресенской фетровой фабрики
- в Ёлкинский с/с переданы селения Вострянское, Перхурово и Шильково[3].